# 50P/Arend
La comète Arend, officiellement 50P/Arend, est une comète périodique du système solaire, découverte le 4 octobre 1951 par Sylvain Arend à l'observatoire royal de Belgique à Uccle.